# Lophoptera chalybea
Lophoptera chalybea är en fjärilsart som beskrevs av Butler 1883. Lophoptera chalybea ingår i släktet Lophoptera och familjen nattflyn. Inga underarter finns listade i Catalogue of Life.